# Brzyście (Mielec)
Pour les articles homonymes, voir Brzyście.
Brzyście est une localité polonaise de la gmina de Gawłuszowice, située dans le powiat de Mielec en voïvodie des Basses-Carpates.